# حكومة محمد ناجي العطري
تشكلت حكومة محمد ناجي عطري في 18 أيلول 2003 بموجب المرسوم رقم 349 لعام 2003 القاضي بتشكيل حكومة الجمهورية العربية السورية برئاسة المهندس محمد ناجي عطري. هذه الحكومة هي الوزارة رقم 88 منذ استقلال سورية عن الدولة العثمانية عام 1918، وهي ثاني وزارة في عهد الرئيس بشار الأسد.
طرأ على هذه الحكومة عدة تعديلات بسبب طول متها، منها ثلاث تعديلات كبيرة وسبع تعديلات صغيرة. استقالت الحكومة في 29 آذار 2011 إثر اندلاع الاحتجاجات في سورية واستمرت كحكومة تصريف أعمال حتى تشكل الحكومة الجديدة حينها برئاسة الدكنور عادل سفر في 14 نيسان 2011.

## مراسيم
- في تاريخ 10 تشرين الثاني 2003 صدر القانون رقم 23 القاضي بإحداث الأمانة العامة لرئاسة مجلس الوزراء.[2]
- في تاريخ 10 تشرين الثاني 2003 صدر المرسوم رقم 388 القاضي بتعيين الدكتور محمد ماهر المجتهد لوظيفة أمين عام رئاسة مجلس الوزراء.[2]
- في تاريخ 12 أيار 2004 صدر المرسوم رقم 176 القاضي بقبول استقالة العماد أول مصطفى طلاس من منصبه كوزير للدفاع.[2]
- في تاريخ 12 أيار 2004 صدر المرسوم رقم 177 القاضي بتسمية العماد حسن توركماني نائب القائد العام للجيش والقوات المسلحة وزيرًا للدفاع.
- في تاريخ 4 تشرين الأول 2004 صدر المرسوم رقم 359 القاضي بتعديل الوزارة في الجمهورية العربية السورية.
- في تاريخ 14 حزيران 2005 صدر المرسوم رقم 246 القاضي بتعيين السيد عبد الله الدردري نائبًا لرئيس مجلس الوزراء للشؤون الاقتصادية.[2]
- في تاريخ 11 شباط 2006 صدر المرسوم رقم 50 القاضي بتعديل الوزارة في الجمهورية العربية السورية.
- في تاريخ 30 تموز 2008 صدر المرسوم رقم 270 القاضي بتسمية جوزيف سويد وزيرًا للمغتربين.[3]
- في تاريخ 30 تموز 2008 صدر القرار الجمهوري رقم 26 القاضي بتسمية بتسمية الدكتورة بثينة شعبان مستشارةً للشؤون السياسية والإعلامية في رئاسة الجمهورية بمرتبة وزير.[3][4]
- في تاريخ 23 نيسان 2009 صدر المرسوم تشريعي رقم 25 القاضي مايلي:[5]
  - مادة 1- تحدث في الجمهورية العربية السورية وزارة دولة لشؤون البيئة.
  - مادة 2- تتولى وزارة الدولة لشؤون البيئة المهام والاختصاصات التي كانت تتولاها وزارة الإدارة المحلية والبيئة بموجب التشريعات والانظمة النافذة فيما يتعلق بشؤون البيئة.
  - مادة 3- تعدل تسمية وزارة الإدارة المحلية والبيئة لتصبح وزارة الإدارة المحلية.
  - مادة 4- تحدد بقرار يصدر عن رئيس مجلس الوزراء بناء على اقتراح من وزير الإدارة المحلية ووزير الدولة لشؤون البيئة الاموال والحقوق والالتزامات التي تنقل من وزارة الإدارة المحلية إلى وزارة الدولة لشؤون البيئة.
  - مادة 5 - يتم نقل العاملين الذين يتم الاتفاق بشأنهم بين الوزيرين من ملاك وزارة الإدارة المحلية خلال ثلاثة أشهر من تاريخ نفاذ هذا المرسوم التشريعي إلى وزارة الدولة لشؤون البيئة مع الشواغر اللازمة لنقلهم ويحتفظون باجورهم وقدمهم المؤهل للترفيع المقبل وحقوقهم المكتسبة وتطوى الشواغر المنقولة من ملاك وزارة الإدارة المحلية.
  - مادة 6-
    - أ: يحدث في الموازنة العامة للدولة قسم برقم 125 وعنوان وزارة الدولة لشؤون البيئة.
    - ب - تنقل الاعتمادات المتعلقة بشؤون البيئة لعام 2009 من موازنة وزارة الإدارة المحلية إلى وزارة الدولة لشؤون البيئة.

  - مادة 7-
    - أ: يمارس وزير الدولة لشؤون البيئة الصلاحيات والاختصاصات التي كانت تمارس من قبل وزير الإدارة المحلية والبيئة بالنسبة لمركز الدراسات البيئية والهيئة العامة لشؤون البيئة ويرتبطان به.
    - ب- يضاف اسم وزير الدولة لشؤون البيئة إلى مجلس حماية البيئة ويعتبر نائبا للرئيس.

  - مادة 8- تعتبر التشريعات النافذة معدلة بما يتفق مع احكام هذا المرسوم التشريعي.
  - مادة 9 - ينشر هذا المرسوم التشريعي في الجريدة الرسمية.
- في تاريخ 23 نيسان 2009 صدر المرسوم رقم 187 القاضي بتسمية القاضي أحمد حمود يونس وزيرا للعدل والدكتور المهندس تامر فؤاد الحجة وزيرا للإدارة المحلية واللواء سعيد محمد سمور وزيرا للداخلية والسيد منصور فضل الله عزام وزيرا لشؤون رئاسة الجمهورية والدكتورة كوكب الصباح محمد جميل داية وزير دولة لشؤون البيئة والدكتور رضا عدنان سعيد وزيرا للصحة.[5]
- في تاريخ 3 حزيران 2009 صدر مرسوم يقضي بتسمية العماد علي حبيب وزيرًا للدفاع.[6]
- في تاريخ 18 كانون الثاني 2010 صدر المرسوم رقم 39 القاضي بانهاء تسمية الدكتور عامر حسني لطفي وزيرًا للاقتصاد والتجارة وتسمية السيدة لمياء مرعي عاصي وزيرة للاقتصاد والتجارة.[7]
- في تاريخ 18 كانون الثاني 2010 صدر المرسوم رقم 40 القاضي بتعيين الدكتور عامر حسني لطفي رئيسا لهيئة تخطيط الدولة.[7]
- في تاريخ 03 تشرين الأول 2010 صدر المرسوم رقم 425 القاضي بتسمية الدكتور محمد رياض حسين عصمت وزيرًا للثقافة والدكتور جورج ملكي صومي وزيرًا للري.[8]

## التعديلات الحكومية

### التعديل الأول
12 أيار 2004: تم استبدال وزير واحد.
- وزير الدفاع: العماد حسن توركماني

### التعديل الثاني
4 تشرين الأول 2004: تم استبدال ثمانية وزراء.
- وزير الداخلية: غازي كنعان
- وزير الصناعة: غسان طيارة
- وزير الأوقاف: زياد الدين سلوم الأيوبي
- وزير الصحة: ماهر الحسامي
- وزير الاقتصاد والتجارة: عامر حسني لطفي
- وزير الإعلام: مهدي دخل الله
- وزير العدل: محمد الغفري
- وزيرة الشؤون الاجتماعية والعمل: ديالا الحاج عارف

### التعديل الثالث
11 شباط 2006: تم استبدال 15 وزيرًا.
- وزير الخارجية: وليد المعلم
- وزير الإعلام: محسن بلال
- وزير الداخلية: بسام عبد المجيد
- وزير التعليم العالي: غياث بركات
- وزير الثقافة: رياض نعسان آغا
- وزير الإسكان والتعمير: حمود الحسين
- وزير النفط والثروة المعدنية: سفيان العلاو
- وزير الكهرباء: أحمد خالد العلي
- وزير النقل: يعرب بدر
- وزير الصناعة: فؤاد عيسى الجوني
- وزير الاتصالات والتقانة: عمرو نذير سالم
- وزير دولة للشؤون البرلمانية: جوزيف سويد
- وزير الدولة للمشروعات الحيوية: حسين محمود فرزات
- وزير الدولة للعلاقات الدولية: حسن الصاري

### التعديل الرابع
8 كانون الأول 2007: تم استبدال وزيرين.
- وزير الاتصالات والتقانة: عماد عبد الغني الصابوني
- وزير الأوقاف: محمد عبد الستار

### التعديل الخامس
30 تموز 2008: تم استبدال وزير واحد.
- وزير المغتربين: جوزيف سويد

### التعديل السادس
18 أيلول 2008: تم استبدال وزيرين.
- وزير الإسكان والتعمير: عمر غلاونجي
- وزير الكهرباء: أحمد قصي كيالي

### التعديل السابع
23 نيسان 2009: تم استبدال خمسة وزراء، وتم إنشاء وزارة جديدة، وزارة البيئة.
- وزير الإدارة المحلية: تامر الحجة
- وزير الداخلية: اللواء سعيد سمور
- وزير الصحة: رضا سعيد
- وزير دولة لشؤون الرئاسة: منصور عزام
- وزير العدل: أحمد يونس
- وزير الدولة للبيئة: كوكب الصباح داية

### التعديل الثامن
3 حزيران 2009: تم استبدال وزير واحد.
- وزير الدفاع: العماد علي حبيب

### التعديل التاسع
18 كانون الثاني 2010: تم استبدال وزير واحد.
- وزير الاقتصاد والتجارة: لمياء عاصي

### التعديل العاشر
3 تشرين الأول 2010: تم استبدال وزيرين.
- وزير الثقافة: رياض عصمت
- وزير الري: جورج سومي

## التشكيل الوزراي
حكومة محمد ناجي عطري – 18 أيلول 2003 حتى 29 آذار 2011 
 (حتى 14 نيسان 2011 كحكومة تصريف أعمال):
| الترتيب         | المنصب                                   | الصورة                  | شاغل المنصب                   | الحزب ^                    | الحزب ^              | في المنصب من         | في المنصب حتى      |
| --------------- | ---------------------------------------- | ----------------------- | ----------------------------- | -------------------------- | -------------------- | -------------------- | ------------------ |
| –               | رئيس مجلس الوزراء                        |                         | محمد ناجي عطري                | حزب البعث العربي الاشتراكي |                      | 18 أيلول 2003        | 14 نيسان 2011      |
|                 | نائب رئيس مجلس الوزراء للشؤون الاقتصادية |                         | عبد الله الدردري              |                            |                      | 14 حزيران 2005       | 14 نيسان 2011      |
|                 | الدفاع                                   |                         | مصطفى طلاس                    | حزب البعث العربي الاشتراكي |                      | 22 آذار 1972         | 12 أيار 2004       |
|                 | الدفاع                                   | حسن توركماني            | حزب البعث العربي الاشتراكي    |                            | 12 أيار 2004         | 3 حزيران 2009        |                    |
|                 | الدفاع                                   | علي حبيب                | حزب البعث العربي الاشتراكي    |                            | 3 حزيران 2009        | 8 آب 2011            |                    |
|                 | الخارجية                                 |                         | فاروق الشرع                   | حزب البعث العربي الاشتراكي |                      | 11 آذار 1984         | 11 شباط 2006       |
|                 | الخارجية                                 | وليد المعلم             | حزب البعث العربي الاشتراكي    |                            | 11 شباط 2006         | 16 تشرين الثاني 2020 |                    |
|                 | المغتربين                                |                         | بثينة شعبان                   | حزب البعث العربي الاشتراكي |                      | 2002                 | 30 تموز 2008       |
|                 | المغتربين                                | جوزيف سويد              | الحزب السوري القومي الاجتماعي |                            | 30 تموز 2008         | 14 نيسان 2011        |                    |
|                 | الداخلية                                 |                         | علي حاج حمود                  | حزب البعث العربي الاشتراكي |                      | 13 كانون الأول 2001  | 4 تشرين الأول 2004 |
|                 | الداخلية                                 | غازي كنعان              | حزب البعث العربي الاشتراكي    |                            | 4 تشرين الأول 2004   | 12 تشرين الأول 2005  |                    |
|                 | الداخلية                                 | بسام عبد المجيد         | حزب البعث العربي الاشتراكي    |                            | 11 شباط 2006         | 23 نيسان 2009        |                    |
|                 | الداخلية                                 | سعيد سمور               | حزب البعث العربي الاشتراكي    |                            | 23 نيسان 2009        | نيسان 2011           |                    |
|                 | شؤون رئاسة الجمهورية                     |                         | غسان اللحام                   |                            |                      | 18 أيلول 2003        | 23 نيسان 2009      |
|                 | شؤون رئاسة الجمهورية                     | منصور فضل الله عزام     |                               |                            | 23 نيسان 2009        | 13 كانون الأول 2023  |                    |
|                 | العدل                                    |                         | نزار العسسي                   |                            |                      | 18 أيلول 2003        | 4 تشرين الأول 2004 |
|                 | العدل                                    | محمد الغفري             | حزب البعث العربي الاشتراكي    |                            | 4 تشرين الأول 2004   | 23 نيسان 2009        |                    |
|                 | العدل                                    | أحمد حمود يونس          |                               |                            | 23 نيسان 2009        | 14 نيسان 2011        |                    |
|                 | المالية                                  |                         | محمد الحسين                   | حزب البعث العربي الاشتراكي |                      | 18 أيلول 2003        | 14 نيسان 2011      |
|                 | الإدارة المحلية والبيئة                  |                         | هلال الأطرش                   | حزب البعث العربي الاشتراكي |                      | 18 أيلول 2003        | 23 نيسان 2009      |
| الإدارة المحلية |                                          | تامر الحجة              |                               |                            | 23 نيسان 2009        | 14 نيسان 2011        |                    |
|                 | الأوقاف                                  |                         | محمد عبد الرؤوف زيادة         |                            |                      | 13 أذار 2000         | 4 تشرين الأول 2004 |
|                 | الأوقاف                                  | زياد الدين الأيوبي      |                               |                            | 4 تشرين الأول 2004   | 8 كانون الأول 2007   |                    |
|                 | الأوقاف                                  | محمد عبد الستار السيد   | حزب البعث العربي الاشتراكي    |                            | 8 كانون الأول 2007   | 10 كانون الأول 2024  |                    |
|                 | التربية                                  |                         | علي سعد                       | حزب البعث العربي الاشتراكي |                      | 18 أيلول 2003        | 14 نيسان 2011      |
|                 | التعليم العالي                           |                         | هاني مرتضى                    | مستقل                      |                      | 18 أيلول 2003        | 11 شباط 2006       |
|                 | التعليم العالي                           | غياث بركات              | حزب البعث العربي الاشتراكي    |                            | 11 شباط 2006         | 14 نيسان 2011        |                    |
|                 | الصحة                                    |                         | محمد إياد الشطي               |                            |                      | 1 تشرين الثاني 1987  | 4 تشرين الأول 2004 |
|                 | الصحة                                    | محمد ماهر الحسامي       |                               |                            | 4 تشرين الأول 2004   | 23 نيسان 2009        |                    |
|                 | الصحة                                    | رضا عدنان سعيد          |                               |                            | 23 نيسان 2009        | 14 نيسان 2011        |                    |
|                 | الشؤون الاجتماعية والعمل                 |                         | سهام دللو                     |                            |                      | 18 أيلول 2003        | 4 تشرين الأول 2004 |
|                 | الشؤون الاجتماعية والعمل                 | ديالا الحج عارف         |                               |                            | 4 تشرين الأول 2004   | 14 نيسان 2011        |                    |
|                 | الري                                     |                         | نادر البني                    |                            |                      | 18 أيلول 2003        | 3 تشرين الأول 2010 |
|                 | الري                                     | جورج سومي               |                               |                            | 3 تشرين الأول 2010   | 23 حزيران 2012       |                    |
|                 | الزراعة والإصلاح الزراعي                 |                         | عادل سفر                      | حزب البعث العربي الاشتراكي |                      | 18 أيلول 2003        | 14 نيسان 2011      |
|                 | الصناعة                                  |                         | محمد صافي أبو دان             |                            |                      | 18 أيلول 2003        | 4 تشرين الأول 2004 |
|                 | الصناعة                                  | محمد غسان طيارة         |                               |                            | 4 تشرين الأول 2004   | 11 شباط 2006         |                    |
|                 | الصناعة                                  | فؤاد عيسى الجوني        | حزب البعث العربي الاشتراكي    |                            | 11 شباط 2006         | 14 نيسان 2011        |                    |
|                 | الاقتصاد والتجارة                        |                         | غسان الرفاعي                  | مستقل                      |                      | 18 أيلول 2003        | 4 تشرين الأول 2004 |
|                 | الاقتصاد والتجارة                        | عامر حسني لطفي          | حزب البعث العربي الاشتراكي    |                            | 4 تشرين الأول 2004   | 19 كانون الثاني 2010 |                    |
|                 | الاقتصاد والتجارة                        | لمياء عاصي              | حزب البعث العربي الاشتراكي    |                            | 19 كانون الثاني 2010 | 14 نيسان 2011        |                    |
|                 | الكهرباء                                 |                         | منيب صائم الدهر               | حزب البعث العربي الاشتراكي |                      | 13 آذار 2000         | 11 شباط 2006       |
|                 | الكهرباء                                 | أحمد خالد العلي         |                               |                            | 11 شباط 2006         | 18 أيلول 2008        |                    |
|                 | الكهرباء                                 | أحمد قصي كيالي          |                               |                            | 18 أيلول 2008        | 14 نيسان 2011        |                    |
|                 | النفط والثروة المعدنية                   |                         | إبراهيم حداد                  | مستقل                      |                      | 13 كانون الأول 2001  | 11 شباط 2006       |
|                 | النفط والثروة المعدنية                   | سفيان العلاو            | مستقل                         |                            | 11 شباط 2006         | 23 حزيران 2012       |                    |
|                 | النقل                                    |                         | مكرم عبيد                     | مستقل                      |                      | 13 آذار 2000         | 11 شباط 2006       |
|                 | النقل                                    | يعرب سليمان بدر         | حزب البعث العربي الاشتراكي    |                            | 11 شباط 2006         | 14 نيسان 2011        |                    |
|                 | الاتصالات والتقانة                       |                         | محمد بشير المنجد              |                            |                      | 18 أيلول 2003        | 11 شباط 2006       |
|                 | الاتصالات والتقانة                       | عمرو نذير سالم          |                               |                            | 11 شباط 2006         | 8 كانون الأول 2007   |                    |
|                 | الاتصالات والتقانة                       | عماد عبد الغني الصابوني | حزب البعث العربي الاشتراكي    |                            | 8 كانون الأول 2007   | 27 آب 2014           |                    |
|                 | الإسكان والتعمير                         |                         | محمد نهاد مشنطط               |                            |                      | 18 أيلول 2003        | 11 شباط 2006       |
|                 | الإسكان والتعمير                         | حمود الحسين             |                               |                            | 11 شباط 2006         | 18 أيلول 2008        |                    |
|                 | الإسكان والتعمير                         | عمر غلاونجي             |                               |                            | 18 أيلول 2008        | 14 نيسان 2011        |                    |
|                 | الإعلام                                  |                         | أحمد الحسن                    | حزب البعث العربي الاشتراكي |                      | 18 أيلول 2003        | 4 تشرين الأول 2004 |
|                 | الإعلام                                  | مهدي دخل الله           | حزب البعث العربي الاشتراكي    |                            | 4 تشرين الأول 2004   | 11 شباط 2006         |                    |
|                 | الإعلام                                  | محسن بلال               |                               |                            | 11 شباط 2006         | 14 نيسان 2011        |                    |
|                 | الثقافة                                  |                         | محمود السيد                   |                            |                      | 18 أيلول 2003        | 11 شباط 2006       |
|                 | الثقافة                                  | رياض نعسان آغا          |                               |                            | 11 شباط 2006         | 3 تشرين الأول 2010   |                    |
|                 | الثقافة                                  | محمد رياض حسين عصمت     |                               |                            | 3 تشرين الأول 2010   | 23 حزيران 2012       |                    |
|                 | السياحة                                  |                         | سعد الله آغا القلعة           | حزب البعث العربي الاشتراكي |                      | 13 كانون الأول 2001  | 14 نيسان 2011      |
|                 | وزيرة دولة لشؤون البيئة                  |                         | كوكب الصباح داية              | حزب البعث العربي الاشتراكي |                      | 23 نيسان 2009        | 23 حزيران 2012     |
|                 | وزير دولة للشؤون البرلمانية              |                         | حسام الأسود                   |                            |                      | 18 أيلول 2003        | 11 شباط 2006       |
|                 | وزير دولة للشؤون البرلمانية              | جوزيف جرجي سويد         | الحزب السوري القومي الاجتماعي |                            | 11 شباط 2006         | 30 تموز 2008         |                    |
|                 | وزير دولة للمشروعات الحيوية              |                         | محمد يحيى خراط                |                            |                      | 18 أيلول 2003        | 11 شباط 2006       |
|                 | وزير دولة للمشروعات الحيوية              | حسين محمود فرزات        | حركة الاشتراكيين العرب        |                            | 11 شباط 2006         | 23 حزيران 2012       |                    |
|                 | وزير دولة للهلال الأحمر العربي السوري    |                         | بشار الشعار                   |                            |                      | 18 أيلول 2003        | 14 نيسان 2011      |
|                 | وزير دولة لشؤون السكان                   |                         | غياث جرعتلي                   |                            |                      | 18 أيلول 2003        | 14 نيسان 2011      |
|                 | وزير دولة للعلاقات الدولية               |                         | حسان الصاري                   | حزب الوحدويين الاشتراكيين  |                      | 11 شباط 2006         | 23 حزيران 2012     |
|                 | وزير دولة                                |                         | يوسف سليمان الأحمد            | الحزب الشيوعي السوري       |                      | 18 أيلول 2003        | 14 نيسان 2011      |

## روابط خارجية
- مجلس الوزراء السوري
- الحكومات السورية على موقع رئاسة مجلس الوزراء
- الحكومات السورية على موقع مجلس الشعب السوري
- وزارات الدولة على بوابة الحكومة الإلكترونية السورية
- الوزارات والهيئات الحكومية على موقع مجلس الشعب السوري